# Glock 33

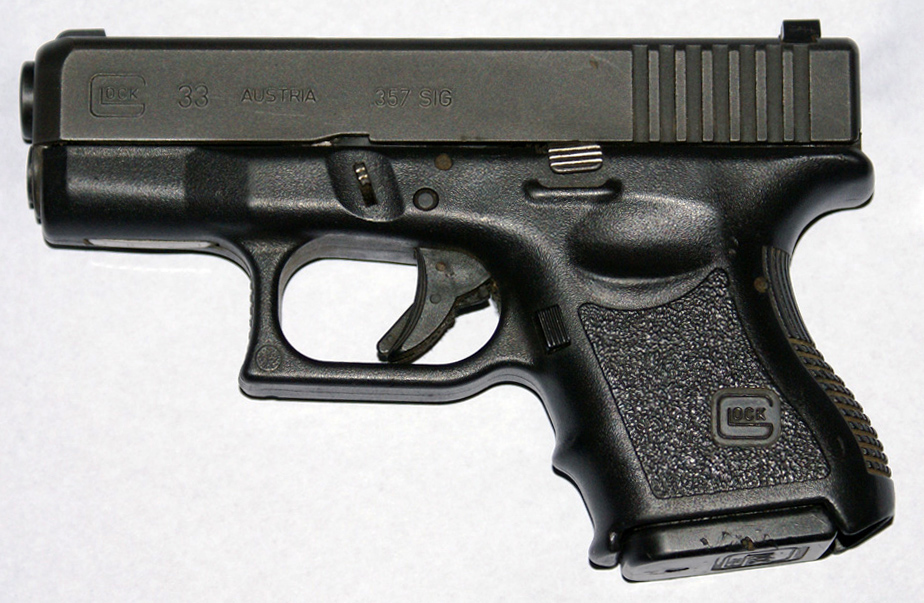
Le Glock 33 tire des balles de .357 SIG.

Le Glock 33 ou G3 est la version en .357 SIG du Glock 27 produit depuis 1997.

## Identification
L'arme est de couleur noire mate. Le G33 possède des rayures de maintien  placées à l'avant et à l'arrière de la crosse,  un pontet rectangulaire se terminant en pointe sur sa partie basse et à l'avant, hausse et mire fixe. On trouve le marquage du modèle à l'avant gauche du canon. Les rainures sur la crosse ainsi que les différents rails en dessous du canon pour y positionner une lampe n'apparaissent que depuis la deuxième génération.

## Technique
- Fonctionnement : Safe Action
- Munition :	.357 SIG
- Longueur totale : 165 mm
- Longueur du canon : 87 mm
- Capacité du chargeur : 9/10/11/13/15 cartouches
- Masse de l'arme avec un chargeur vide : 	620 g
- Masse de l'arme avec un chargeur plein :  	815 g

## Dans la culture populaire
Moins courant que le Glock 27, le Glock 33 apparaît dans le film Banlieue 13 et la série Ghost in the Shell : Stand Alone Complex.

## Diffusion
Au Canada et aux USA il est répandu chez les citoyens possédant une arme de poing pour leur défense.